# Закон про одруження з ґвалтівником
Закон про одруження з ґвалтівником або закон про зґвалтування — норма законів про зґвалтування в юрисдикції, за якою чоловік, який вчинив зґвалтування, сексуальне насильство, розбещення, викрадення чи інший подібний акт, звільняється від відповідальності, якщо він одружується зі своєю жінкою-жертвою, або в деяких юрисдикціях принаймні пропонує одружитися з нею. Закон «виходь за ґвалтівника» є законним способом для обвинуваченого уникнути переслідування чи покарання.
Хоча терміни для цього явища були введені лише в 2010-х роках, ця практика існувала в багатьох правових системах в історії та продовжує існувати в деяких суспільствах сьогодні в різних формах. Такі закони були поширені в усьому світі до 1970-х. З кінця ХХ століття закони цього типу, що залишилися, все частіше оскаржувалися та скасовувалися в ряді країн. Закони, які дозволяють судам дозволяти укладення дитячого шлюбу через вагітність неповнолітньої жінки, якщо вона не досягла віку згоди, зазвичай за згодою батьків, на практиці може бути способом для ґвалтівника уникнути кримінального переслідування за зґвалтування дитини.
Закон був виправданий як визнання культурної цінності жіночої цноти при вступі в шлюб, коли «розбещені дівчата і жінки є джерелом ганьби для своїх родин, хоч і не винні у вчиненні злочину». У деяких випадках злочинець ґвалтує дівчину чи жінку, з якою він хоче одружитися, після того, як вона його відмовила.

## Фон
156. Якщо господар вибрав наречену для свого сина, а син його не мав з нею статевого акту, але сам лежав на її лоні, то він повинен заплатити їй півміни срібла і відшкодувати їй усе, що вона принесла з дому свого батька, щоб обраний нею чоловік міг одружитися з нею (Прічард, «Стародавні близькосхідні тексти, пов'язані зі Старим Заповітом» (1969 р.), с. 172.).:150
Переважна більшість країн світу не має таких законів, і станом на 2021 рік лише 20 країн вважалися такими, що все ще мають їх.
Багато активісток і організацій вважають, що ці закони порушують гідність жінок і принижують їх, дозволяючи обмінюватися ними як власністю між сім'ями, натякають, що зґвалтування не є серйозним злочином, і звинувачують жертву, а не кривдника. Голова ООН з прав людини Зейд Раад аль-Хусейн у 2017 році заявив, що «[карати] жертву зґвалтування, змушуючи її вийти заміж за винуватця жахливого злочину проти неї — таким огидним законам немає місця в сучасному світі».
Крім того, ті, хто виступає проти законів про шлюб між зґвалтованими, вважають, що жертви не повинні відчувати себе так після того, як вони пережили напад, або відчувати необхідність приховувати напад, одружуючись з насильником. Противники стверджують, що закони сприяють безкарності за зґвалтування і роблять жертв зґвалтування ще більш віктимними. Таким чином, соціальна цінність жінки, яку прихильники приписують сімейній честі, жіночій цнотливості та сімейному статусу, суперечить претензіям опонентів щодо права жінки на індивідуальне щастя, свободу та сексуальну автономію. За словами Пурни Сен, директора з питань політики структури «ООН-Жінки», ці закони були прийняті для того, щоб нормалізувати незаконну сексуальну діяльність. Вони роблять сексуальні стосунки більш респектабельними в суспільстві, оскільки в деяких культурах вони вважаються проблематичними. Країни, які мають такі закони, належать до категорії нерозвинених і консервативних країн.
Проблеми з психічним здоров'ям, включаючи посттравматичний стресовий розлад, тривожні розлади, синдром травми після зґвалтування та депресивні розлади є поширеними у жертв зґвалтування. Тайванське дослідження показало, що жертви боялися говорити про свій напад, відчували провину за те, що ганьбили свої родини, відчували сексуальний сором і самозвинувачення, а також розвивали негативне ставлення до себе як до жінки.
Прихильники законів про одруження з ґвалтівником стверджують, що вони захищають жертву та її сім'ю від сорому за зґвалтування. Це ґрунтується на ідеї, що якщо дівчину чи жінку зґвалтували, то це її власна провина, і вона тим самим ганьбить свою сім'ю. Як наслідок, багато жінок не повідомляють про сексуальне насильство, тому що бояться цього сорому, а також можливості бути вбитими членом сім'ї. Якщо жінка просто одружується з ґвалтівником, вона зберігає своє прізвище і уникає життя, пов'язаного з сексуальним соромом. Ця точка зору існує, незважаючи на наявність багатьох доказів того, що звинувачення жертви призводить до сорому, глузування та непотрібного психологічного стресу.

## Історія

### Античність
Традиційно шлюб кривдника та жертви після зґвалтування часто розглядався як відповідний «розв'язок» ситуації. У стародавніх культурах незайманість високо цінувалася, і жінка, яка була зґвалтована, мала мало шансів на шлюб. Ці закони змушували ґвалтівника забезпечувати свою жертву.

#### Кодекс Хаммурапі і середньоассірійські закони
Кодекс Хаммурапі був складений приблизно в 1750 році до нашої ери (середня хронологія), імовірно царем Хаммурапі Першої Вавилонської імперії. У § 156 кодексу Хаммурапі, якщо жінка заручена з чоловіком, то перед тим, як вони одружаться, з нею сексом займається батько чоловіка. Цей сценарій не пояснює, чи дала жінка згоду на секс з батьком свого нареченого, чи жінка має право вибирати, з яким чоловіком вона одружується, тому питання про те, чи є цей закон про зґвалтування, є спірним.:150
55. У випадку дочки господаря, незайманої, яка жила в домі свого батька, чий [батько] не просив (за неї заміж), чия дівоча пліва не була розкрита, оскільки вона не була заміжня, і ніхто не мав претензій на дім її батька, якщо хтось із господарів візьме дівицю силою і зґвалтує її посеред міста, або на відкритій місцевості, або вночі на вулиці, або в житниці, або на міському святі, то батько дівиці повинен взяти дружину ґвалтівника дівиці і віддати її на зґвалтування; і не поверне її чоловікові її, але візьме її; батько може віддати дочку свою, що була розбещена, за розбещувача її замуж. Якщо ж у нього немає дружини, то викрадач повинен віддати (додаткову) третину срібла її батькові, як вартість незайманої (і) її викрадач повинен одружитися з нею (і) не виганяти її. Якщо ж батько не побажає, то він отримає (додаткову) третину срібла за дівчину (і) віддасть свою дочку, за кого захоче (Прітчард, 'Прітчард, “Вартість дівчини”). (Прітчард, «Стародавні близькосхідні тексти, пов'язані зі Старим Заповітом» (1969), с. 185).:152
Середньоассирійські закони були розроблені між 1450 і 1250 роками до нашої ери в Середньоассирійській імперії. :272 55-й закон передбачав, що якщо чоловік «силою забрав і зґвалтував» молоду незайману дівчину, яка не була у шлюбі, не була віддана або не просила про шлюб і жила в будинку свого батька, то батькові дівчини дозволялося «зґвалтувати» дружину злочинця у відповідь і взяти її як додаткову дружину. Якщо у винуватця не було дружини, батько міг видати свою дочку в шлюб із винуватцем за «третину срібла… як вартість дівиці», або за іншого чоловіка на вибір батька за ту саму ціну.:152–153
Сюзанна Шольц (2021) відзначила подібність між Законом Хаммурапі § 156, Середньоасирійським законом 55 і Второзаконня 22:28–29 єврейської Біблії (складено у VII столітті до н. е.): у кожному випадку покаранням є фінансова компенсація (у САЗ 55). і Второзаконня 22 до батька жінки, у Хаммурапі § 156 до самої жінки), і жінка, яка більше не є незайманою, повинна бути видана в шлюб із кривдником або іншим чоловіком (у Хаммурапі § 156 жінка може вибрати, з яким чоловіком хоче одружитися; у САЗ 55 вирішує її батько).:142

#### Єврейська Біблія
«Якщо чоловік знайде дівчину незайману, не заручену, і схопить (תָּפַשׂ tāphaś) її, і ляже (שָׁכַב šākab) з нею, і вони будуть виявлені, то чоловік, що лежав (שָׁכַב šākab) з нею, дасть батькові тієї дівчини п'ятдесят шеклів срібла, і вона стане його жінкою, бо він зґвалтував (עָנָה anah/inah) її; і не зможе він розлучитися з нею по всі дні свої. (Повторення Закону 22:28-29, Нова Американська Стандартна Біблія)
Дехто вважає, що положення про те, щоб одружитися з ґвалтівником, міститься в Єврейській Біблії, Второзаконня 22:28–29, де згідно з Біблією нового американського стандарту сказано:
Переклади Біблії тлумачать цей уривок по-різному, у багатьох сучасних виданнях термін שָׁכַב šākab перекладається як «зґвалтувати», тоді як у старіших перекладах зазвичай віддають перевагу «лежати (з)». Подібним чином більшість сучасних перекладів передають תָּפַשׂ tāphaś як «схопити», тоді як у старіших перекладах зазвичай віддають перевагу «тримати». Нарешті, עָנָה anah/inah майже повсюдно перекладається як «упокорювати» у старих англійських перекладах, але майже завжди як «порушувати» в сучасних перекладах. «Переклад доброї новини» навіть передав уривок так: «він змусив її мати з ним статеві стосунки», а «Переклад Божого Слова» — «він зґвалтував її». Незалежно від того, чи дала жінка згоду на статевий акт, чи дасть згоду на шлюб, чоловік зобов'язаний одружитися з нею, сплативши її батькам придане для вирішення питання.
Деякі християни вважають, що наказ у Второзаконні 22:28 стосується не зґвалтування, а того, що чоловік спокушає жінку вступити в статевий акт за згодою, як в уривку з Виходу 22:16–17, який також прямо зазначає право батька підтверджувати або відмовляти у шлюбі. Івритом, який іноді перекладається як «ґвалтування», тут є дієслово שָׁכַב šākab, що буквально означає «лежати» або «спати», іноді використовується як евфемізм для «лежати/спати (з кимось)», і коли контекст додає сили, це може означати «зґвалтувати», наприклад, у Буття 35:22 або 2 Самуїла 13:14.:92–93 Сусідні вірші, які говорять про примусові статеві стосунки із зарученими (проти незаручених) незайнятими, передбачають смертну кару для ґвалтівників (Второзаконня 22:23-27). Як стверджує апологет Кайл Батт, «з безпосереднього контексту 22 книги Второзаконня чітко видно, що зґвалтування не обговорюється у віршах 28-29», стверджуючи, що «вірші 25-27 дають чіткий приклад, у якому обговорюється зґвалтування… .. Текст говорить, що людина, яка вчинила злочин, „помре“ (ст. 25)». Але не всі християнські вчені погоджуються, що Второзаконня 22:28-29 — це просто розпуста за згодою. Юджин Х. Меррілл (1994) зазначив: «На перший погляд, наступний приклад, зґвалтування незаміжньої дівчини, може здатися меншим злочином, ніж ті, що вже були описані, але це зовсім не так. Спочатку він схопив її (євр. tāpaś, „заволодів“), а потім ліг з нею (šākab), що є явним випадком насильницької, примусової поведінки».
Хоча такі коментатори, як Джон ґілл (1746–63) і Чарльз Еллікотт (1897), які вважають, що Второзаконня 22:28-29 описує секс за згодою, часто порівнюють його з Виходом 22:16-17 (який майже всі вчені вважають консенсусною ситуацією), але в останньому не вказано, що чоловік «порушив» її, тоді як у Второзаконні 22:29 це зроблено.:141 Єврейське слово, яке тут використовується для позначення «порушений», — це עָנָה анах (або інах), що (залежно від контексту) може означати «ґвалтувати, примушувати [сексуально], оскверняти, гвалтувати, гвалтувати, погано поводитися, кривдити, принижувати/принижувати, гнобити, підкоряти/покоряти/покоряти, ослабляти». Особливо, коли єврейське дієслово має форму pi'el (підсилення), це додає сили,:120і у Второзаконні 22:29 עִנָּ֔הּ 'in-nāh знаходиться в pi'el.:141 У кількох інших випадках у єврейській Біблії, де це слово використовується для опису взаємодії чоловіка та жінки, воно зазвичай описує чоловіка, який змушує жінку займатися сексом проти її волі (тобто, зґвалтування).:78

Рабин XII століття Мойсей Маймонід сказав, що застосування сили чоловіком вимагатиме від нього одружитися на своїй жертві й ніколи не розлучатися з нею:
Кожна дівчина очікує, що її видадуть заміж, тому її спокуснику наказано лише одружитися з нею, бо він, безсумнівно, є найкращим чоловіком для неї. Він краще за будь-кого іншого зцілить її рану і викупить її характер. Якщо ж він буде відкинутий нею або її батьком, він повинен віддати придане (Вих. 22:16). Якщо він застосує насильство, то повинен понести додаткове покарання: «нехай не відпускає її по всі дні свої» (Второзаконня 22:29).

### Середньовіччя та ранньомодерний період
У християнській середньовічній Європі чоловік міг «зґвалтувати» жінку, після чого вона могла вирішити або під тиском обставин одружитися з нападником, оскільки її вважали «зіпсованим товаром», що зменшувало її шлюбні перспективи. У цьому конкретному контексті, однак, термін «зґвалтування» міг також означати втечу: жінка давала згоду на викрадення чоловіка, якого кохала, і таким чином уникала необхідності просити дозволу у батьків на шлюб з ним.
За словами Йоганни Стіберт, незаручені жінки не могли дати згоду, тому зґвалтування стало питанням чоловічої переваги. Відповідно до Шульхан арух (1565), кодифікації єврейського закону Джозефа Каро, дівчині або її батькові, залежно від віку, надається можливість вимагати від чоловіка одружитися з нею на додаток до сплати штрафу в 50 срібних поза будь-якими фізичними чи психічними збитками.

### ХІХ століття
Стаття 357 Кримінального кодексу Франції 1810 року (не плутати з Кодексом Наполеона 1804 року) містила положення про те, що якщо чоловік «викрав» дівчину та одружився з нею, він може бути притягнутий до кримінальної відповідальності, лише якщо батьки або законні опікуни дівчини спочатку домовився про анулювання шлюбу. Хоча закон не містить слова «зґвалтування», він був описаний як закон «виходь заміж за ґвалтівника», і він був визнаний відповідальним за поширення цього явища в регіоні MENA через французьку колонізацію. Крім того, подібне законодавство було поширене в регіоні Османською імперією на основі юриспруденції Ханафі, яка прямо згадувала «зґвалтування» у сценаріях викрадення. Вчені продовжують дискутувати, які закони з яких походять.

### ХХ і ХХІ століття
У кількох країнах Близького Сходу та Північної Африки закони про шлюб із ґвалтівником, прийняті після здобуття незалежності в середині ХХ століття, були перенесені з різних попередніх періодів. Витоки цих законів слід простежити до суміші існуючих раніше місцевих арабських традицій, імперських законів Османської імперії та європейських (французьких і британських) колоніальних законів. Традиційно жінка вважалася власністю батька. Якщо її зґвалтували, вона вважалася пошкодженим майном, «тому ґвалтівник повинен або заплатити „компенсацію“, або прийняти пошкоджене майно» та одружитися на жертві. Щоб не платити родині, злочинець часто вирішував одружитися на жертві, яка «не мала іншого вибору, окрім як вийти заміж за ґвалтівника та провести з ним решту життя». Таким чином, дехто може стверджувати, що жертва нападу мала суворіше покарання, ніж її нападник. Наразі Кримінальний кодекс Індії «чітко вказує, що шлюб не є виправдувальним фактором у випадку зґвалтування».
Закони «про одруження з ґвалтівником» були поширеними по всьому світу до 1970-х років. З кінця ХХ століття закони цього типу, що залишилися, все частіше оскаржувалися та скасовувалися.
У 1997 році п'ятнадцять країн Латинської Америки мали закони, які виправдовували ґвалтівника, якщо він запропонував жертві одружитися, і вона погодилася. Це були Аргентина, Бразилія, Чилі, Колумбія, Коста-Ріка, Еквадор, Гватемала, Гондурас, Нікарагуа, Панама, Перу (з 1924 р.), Парагвай, Домініканська Республіка, Уругвай і Венесуела. Коста-Ріка виправдовувала ґвалтівника, якщо він висловлював намір одружитися на жертві, навіть якщо вона не погоджувалася. Закон Перу був змінений у 1991 році, щоб звільнити всіх співобвинувачених у справі про групове зґвалтування, якщо хтось із них одружився з жертвою. До 2017 року всі ці країни, крім чотирьох, остаточно скасували ці закони. Колумбія скасувала свій закон у 1997 році, Перу та Чилі у 1999 році, Бразилія та Уругвай у 2005 році, Нікарагуа та Гватемала у 2006 році, Коста-Ріка у 2007 році, Панама у 2008 році, Аргентина у 2012 році, Еквадор у 2014 році. Італія мала подібні закони до 1981 року.
У 2017 році у звіті Групи Світового банку стверджувалося, що у 12 країнах залишилися закони, які діють закони «виходь заміж за ґвалтівника»: Ангола, Бахрейн, Екваторіальна Гвінея, Еритрея, Ірак, Йорданія (скасований у серпні 2017 року), Ліван (скасований у липні 2017 року), Лівія, Палестина, Філіппіни, Сирія та Туніс (скасовано в липні 2017 року). У звіті Reuters у липні того ж року також згадувалися Алжир, Кувейт і Таджикистан.

### Незаконне подальше існування
Практика примушування жертв зґвалтування одружуватися з їх ґвалтівниками продовжується в деяких країнах, де закони, що дозволяли це, скасовано або взагалі ніколи не існували. Так відбувається, наприклад, в Ефіопії, де шлюб шляхом викрадення залишається поширеним явищем, незважаючи на те, що за новим Кримінальним кодексом 2004 року він є незаконним. В Афганістані, хоча формально закону немає, «на практиці нерідкі випадки, коли судове переслідування припиняється, якщо злочинець або його сім'я пропонують шлюб». Подібно до Афганістану, Сомаліленд також раніше не мав жодних законів; проте все одно нерідко родина жертви зґвалтування тиснула на неї, щоб змусити її одружитися з кривдником.

## Кампанії за скасування

Карта законів щодо одруження ґвалтівником по країнах з 1980 року.
В країні діє закон про одруження з ґвалтівником
На частині території країни діє закон про одруження з ґвалтівником
Країна знаходиться в процесі скасування закону про одруження з ґвалтівником
Країна скасувала закон про одруження з ґвалтівником після 1980 року
Невідомо, чи були в країні закони про одруження з ґвалтівником після 1980 року, чи не було взагалі

Деякі правозахисні організації, такі як Human Rights Watch і Верховна комісія ООН з прав людини різко критикували ці закони. Ці організації працювали над скасуванням цих законів, і в кількох випадках вони досягли успіху. Проте спротив законам «виходь заміж за ґвалтівника» був менш значним, ніж кампанії щодо повної кримінальної відповідальності за зґвалтування у шлюбі.

### Бахрейн
Стаття 353 Кримінального кодексу Бахрейну, яка датується 1958 роком, зазнала кількох поправок після її прийняття. Він передбачає, що якщо винний у зґвалтуванні одружується з жертвою зґвалтування до винесення остаточного вироку, звинувачення знімаються і кримінальне провадження призупиняється. Тоді чоловік зможе розлучитися з жертвою зґвалтування.
Закон піддався критиці з боку міжнародної спільноти на початку ХХІ століття. Парламент проголосував за його скасування 31 травня 2016 року, а уряд Бахрейну розпочав обговорення щодо скасування або реформування статті 353 і прийняв остаточне рішення про скасування статті. Однак станом на грудень 2016 року уряд все ще вивчав закон, а станом на липень 2017 року він був готовий скасувати можливість одруження лише у випадку групового зґвалтування. 8 травня 2018 року парламент повторно обговорював законопроект про скасування статті 353, але його відкликали, а голосування перенесли.

### Єгипет
У 1999 році президент Хосні Мубарак указом президента скасував статтю 291 Кримінального кодексу Єгипту. Оригінальна стаття була прийнята в 1904 році і натхненна французьким положенням. Оригінальна стаття дозволяла будь-якій особі, яка вчинила сексуальне насильство, уникнути покарання, якщо він одружився з жінкою-жертвою. Під час дебатів у єгипетському парламенті навколо указу про усунення «шлюбної лазівки» деякі законодавці заперечували проти зміни чинного закону на тій підставі, що він надає зґвалтованим жінкам єдиний шанс вступити в шлюб, оскільки після зґвалтування жоден інший чоловік не захоче їх. Закон про зґвалтування надав перевагу захисту соціального порядку над забезпеченням індивідуального кримінального правосуддя.

### Сальвадор
«У 1996 році Асамблея Сальвадору скасувала старий закон, який виправдовував ґвалтівника, якщо він запропонував жертві одружитися, і вона погодилася». Однак багато ґвалтівників все ще мали можливість уникнути зґвалтування, одружившись із жертвою відповідно до закону, прийнятого в 1994 році, відомого як стаття 14, яка зазначала, що за загальним правилом особи молодші вісімнадцяти років не можуть одружуватися, але встановлено у другому абзаці, що у виняткових випадках вони можуть укласти шлюб, якщо вони є статевозрілими, вони вже мають спільну дитину або якщо жінка вагітна. У 2017 році цей закон було скасовано.

### Ірак
Стаття 427 Кримінального кодексу Іраку, у його нинішній редакції 1969 року, стверджує, що якщо злочинець законно одружується з жертвою, будь-який судовий позов стає недійсним. Після парламентських голосувань за скасування подібних законів у Лівані, Йорданії та Тунісі в 2017 році активістки за права жінок доклали зусиль, щоб поставити це питання на політичний порядок денний під час кампанії до парламентських виборів в Іраку 2018 року.

### Італія
Докладніше: Франка Віола
Стаття 544 Кримінального кодексу Італії вважала зґвалтування злочином проти «суспільної моралі», а не проти окремої особи. Якщо злочинець одружився зі своєю жертвою, навіть якщо вона була неповнолітньою, будь-який сексуальний злочин втратив би силу. Ні закон, ні суспільство не робили різниці між таким дошлюбним зґвалтуванням, з одного боку, та втечею за згодою (на Сицилії зазвичай називають fuitina) з іншого. Соціально на жертву чинили сильний тиск, щоб вона погодилася одружитися зі своїм ґвалтівником; альтернативи уникали до кінця її життя як una donna svergognata : «жінка без честі» (буквально: безсоромна жінка). Жертва була визнана відповідальною за приниження втрати цноти поза шлюбом, що принесло ганьбу собі та її родині. Якщо вона погоджувалася одружитися зі своїм нападником, це вважалося «виправним шлюбом» (matrimonio riparatore), який відновлював честь її родини.
У 1966 році Франка Віола була однією з перших жінок, які публічно відмовилися від «виправного шлюбу». Їй було 17 років, коли у 1965 році її зґвалтували з наміром спонукати до шлюбу. За результатами судового процесу було встановлено, що ґвалтівники більше не можуть уникнути покарання через одруження з жертвами. У 1981 році Італія скасувала статтю 544.

### Йорданія
Стаття 308 Кримінального кодексу Йорданії дозволяла винному в сексуальному насильстві уникнути переслідувань і покарання, якщо він одружився з жертвою. Проте, якщо шлюб триватиме менше трьох років, він повинен відсидіти свій термін. У період з 2010 по 2013 рік загалом 159 нападників вийшли на свободу після відбуття покарання. Йорданія внесла зміни до статті 308 у 2016 році, заборонивши повне помилування у справах про зґвалтування, але зберігши лазівку, яка дозволяє помилувати злочинців, якщо вони одружилися з жертвою, якщо їй від 15 до 18 років, і якщо напад був вчинений «за взаємною згодою». На початку 2017 року Королівський комітет із розвитку судової системи та зміцнення верховенства права з 10 осіб представив королю Абдаллі звіт, у якому рекомендував закрити лазівку. Стаття була скасована 1 серпня 2017 року під час «історичного голосування» Палати представників парламенту. Потім її схвалив сенат і ратифікував король. Стаття мала коріння в колоніалізмі, а не в ісламі. Це був залишок османських кодексів, які походять від французького кримінального кодексу (Франція вилучила подібне положення лише в 1994 році).

### Ліван
Стаття 522 Кримінального кодексу Лівану стала частиною закону в 1940-х роках і вказувала, що зґвалтування є кримінальним злочином, за який нападник може отримати до семи років в'язниці. Проте кримінальне переслідування не відбуватиметься, якщо злочинець та його жертва одружаться та перебуватимуть у шлюбі щонайменше три роки. У 2017 році стаття 522 Кримінального кодексу Лівану, яка була названа «законом про зґвалтування» була скасована, а статті 505 і 518 мають бути переглянуті. Після того, як стаття 522 була скасована, багато хто стверджував, що закон все ще діяв через статті 505 і 518. Стаття 505 стосується статевого акту з неповнолітньою, тоді як стаття 518 стосується спокушання неповнолітньої з обіцянкою шлюбу.

### Малайзія
У Малайзії немає закону про одруження з ґвалтівником, але він ледь не з'явився через рішення суду в 2015–16 роках. Вердикт Сесійного суду про те, що чоловік, обвинувачений за двома пунктами зґвалтування 14-річної дівчинки з Петра-Джая в малайзійській частині Борнео в жовтні 2015 року, уникне покарання, оскільки він стверджував, що одружився зі своєю жертвою, було скасовано Верховним судом штатів Сабах і Саравак у серпні 2016 року після широкомасштабних протестів, які стверджували, що це створить небезпечний прецедент для ґвалтівників дітей, які зможуть уникнути покарання. Оскільки в Малайзії немає закону проти зґвалтування у шлюбі, нерідко ґвалтівник одружується на своїй жертві після нападу, а потім стверджує, що напад стався після того, як вони одружилися. Зловмисники справді можуть бути покарані за акти сексуального насильства, якщо вони не одружені зі своєю жертвою, але відсутність закону проти зґвалтування у шлюбі створює лазівку, що дозволяє ґвалтівникам одружуватися зі своїми жертвами, щоб уникнути покарання.

### Марокко
У 2012 році Марокко змінило статтю 475, яка передбачала покарання у вигляді позбавлення волі на строк від одного до п'яти років для злочинця, який викрав або обманув неповнолітню особу без застосування насильства чи погрози, або намагався це зробити. Стаття містила друге положення, яке дозволяло скасувати переслідування, якщо злочинець одружився з дівчиною чи жінкою. Перед скасуванням статті в Марокко відбулася низка протестів і кампаній. Парламент скасував закон у 2014 році оскільки він вважався таким, що суперечить Конституції 2011 року.

### Палестина
З моменту анексії Єгиптом у 1959 році сектор Газа застосовував статті 290 і 291 кримінального законодавства Єгипту, хоча вони були скасовані в самому Єгипті в 1999 році. Після анексії Йорданією в 1950 році Західний берег застосував статтю 308 кримінального законодавства Йорданії 1960 року. Незрозуміло, як часто закон застосовувався на практиці. Іхлас Суфан, директор притулку для жертв насильства в Наблусі, розповів Human Rights Watch, що «у період з 2011 по 2017 рік кримінальне переслідування за зґвалтування було припинено у 60 випадках — у яких притулок допомагав жінкам — після того, як ймовірний ґвалтівник погодився одружитися з жертвою. У 15 з цих випадків жінки згодом розлучилися з цими чоловіками». Після кампанії активістів, яка чинила тиск на Палестинську владу, президент Махмуд Аббас зрештою підписав Закон №. 5 від 2018 року від 14 березня 2018 року, який скасував статтю 308 Кримінального кодексу 1960 року, що діяв на Західному березі. Однак, оскільки сектор Газа де-факто контролюється ХАМАСом, єгипетський закон «виходь заміж за ґвалтівника» там все ще діє.

### Перу
Після здобуття незалежності в 1821 році перший проект кримінального кодексу Перу містив розділ, присвячений насильству проти жінок. Цей розділ охоплював певний правовий кодекс, який мав захищати «невинність» жінок. Лише в 1924 році було прийнято законодавство, яке стверджувало, що ґвалтівники за законом можуть бути звільнені від звинувачень у сексуальному насильстві через лазівку. У випадках зґвалтування та для покарання кривдника жертва мала вступити в шлюб зі своїм ґвалтівником. Уявлення про те, що шлюб міг би відновити честь зґвалтованої жінки, пов'язували з історичними, патріархальними та гендерними нормами країни. У 1991 році цей закон був змінений, щоб звільнити співучасників у справі про групове зґвалтування, якщо один із них одружується з жертвою. Ці закони були прийняті з переконанням, що вони захистять честь як жертви, так і її родини.
За культурними віруваннями, замість того, щоб втратити цноту через аморальну поведінку, жінка — або її батько — зберігає можливість стверджувати, що вчинок стався через примус, таким чином зберігаючи особисту чесноту жертви. Шлюб, у свою чергу, вирішував проблему втраченої цноти та можливої позашлюбної дитини, таким чином повертаючи честь родині. Уряд Перу почав розробляти та впроваджувати політику проти домашнього насильства у 1988 році після того, як дослідження показало, що країна має один з найвищих показників домашнього насильства проти жінок, посідаючи 16-те місце у світі. За дослідженням, статистичними даними кількох перуанських установ, включаючи центри екстреної допомоги, поліцейські звіти та Міністерство у справах жінок і соціального розвитку, за десять років було отримано приблизно 68 818 повідомлень про сексуальні напади, що в середньому становить 18,8 випадків, про які повідомляють на день.
3 квітня 1997 року Конгрес Перу проголосував за скасування закону 1924 року, який дозволяв ґвалтівникам звільнятися від звинувачень у сексуальному насильстві, якщо вони одружувалися зі своїми жертвами. Законопроект був прийнятий 86 голосами проти 1. За словами конгресвумен Беатріс Меріно, яка була авторкою законопроекту, «це велика перемога для перуанських жінок, а також для перуанських чоловіків, оскільки всі ми разом можемо святкувати кінець цього сорому».

### Сомалі
Сомалійське право черпає натхнення з цивільного права, ісламського права і ксиру. Станом на 2018 рік більшість справ про зґвалтування та сексуальне насильство в Сомалі все ще вирішуються через ксір, традиційну «систему вирішення спорів, засновану на кастах», у якій традиційні старійшини-чоловіки вершать правосуддя відповідно до звичаєвих законів. Дотримуючись звичаїв ксиру, зазвичай сім'я ґвалтівника сплачує «дію» (штраф у вигляді грошей, верблюдів чи кіз) сім'ї жертви зґвалтування, але в екстремальних випадках жертва змушена одружитися зі своїм ґвалтівником.
З січня 1991 року Сомалі перебуває в стані громадянської війни, без діючого центрального уряду, який контролює всю країну. Північно-західний регіон Сомаліленд в односторонньому порядку проголосив незалежність у травні 1991 року, тоді як північно-східний регіон Пунтленд в односторонньому порядку проголосив свою регіональну автономію в складі Сомалі в 1998 році; обидва поступово розвинули власні правові системи та доклали зусиль, щоб заборонити практику примусу жертви зґвалтування одружуватися з її нападником наприкінці 2010-х років.

#### Пунтленд
У 2017 році самопроголошений автономний регіон Пунтленд прийняв Закон про сексуальні злочини, який криміналізував усі форми сексуального насильства проти жінок.

#### Сомаліленд
Невизнана держава Сомаліленд, яка проголосила свою незалежність у 1991 році, але на міжнародному рівні все ще вважається частиною Сомалі, не мала жодного закону, який прямо дозволяв би ґвалтівникам одружуватися зі своїми жертвами, щоб вийти на свободу. Однак, оскільки така практика фактично має місце, яку ряд політиків визнали небажаною, було вжито заходів для її офіційної заборони. У січні 2018 року уряд «вперше в своїй історії вніс законопроект про заборону зґвалтувань та інших насильницьких сексуальних злочинів, за яким ґвалтівників ув'язнюють на термін до 30 років». Законопроект схвалила нижня палата парламенту. Президент Сомаліленду Муса Біхі Абді сподівався, що цей закон допоможе викорінити насильство над жінками по всій країні.

### Сирія
Закони Сирії щодо зґвалтування свідчать про те, що ґвалтівник може уникнути покарання, якщо жертва погоджується на шлюб, як зазначено в статті 508 Кримінального кодексу: «Якщо між чоловіком, який вчинив зґвалтування, сексуальне насильство, викрадення, сексуальні домагання і жертвою укладено шлюб, то обвинувачення не висувається або покарання припиняється». Цей закон є особливо шкідливим, оскільки багатьох жертв змушують одружуватися з ґвалтівниками через суспільну стигматизацію жертв. На відміну від деяких інших країн, ґвалтівники не можуть одружуватися з жертвами, які є занадто молодими для шлюбу, навіть у випадку вагітності, і фактично отримують тривалий термін ув'язнення.

### Туніс
У липні 2017 року Туніс скасував статтю 227 свого Кримінального кодексу, згідно з якою ґвалтівник мав право уникнути всіх розслідувань або правових наслідків, якщо він одружився зі своєю жертвою. Це скасування закону «виходь заміж за ґвалтівника» було частиною значно більшого закону в Тунісі, який забороняє будь-яке насильство проти жінок. У дослідженні 2010 року, проведеному Національним управлінням сім'ї та народонаселення, 47 % туніських жінок повідомили, що стали жертвами насильства. Під час події, яка сталася у 2016 році, молодий чоловік зґвалтував свою 13-річну зведену сестру та одружився з нею після того, як вона завагітніла. Передбачуваний ґвалтівник міг припинити переслідування, якщо одружився зі своєю жертвою. Суд постановив, що це дозволено відповідно до статті 277, яку згодом вилучили. Негативна реакція, яка була отримана після цього рішення, сприяла скасуванню статті у 2017 році. Новий закон охоплює всі форми насильства або дискримінації жінок, такі як психологічне насильство чи економічна дискримінація, і, таким чином, є проривом у сфері прав жінок у Тунісі. Цей самий закон передбачає кримінальну відповідальність за зґвалтування у шлюбі, класифікуючи його як окремий злочин, і отримав високу оцінку за заходи запобігання насильству.
Фон
За режиму Бен Алі правам жінок не надавалося особливого значення. Жінки становили лише 20 % робочої сили Тунісу, і вони були змушені працювати на низькооплачувану та небезпечну роботу. Сільські туніські жінки також стикалися з позбавленнями та труднощами. Були обмежені свобода вираження поглядів і асоціацій. Існували суворі обмеження щодо реєстрації для роботи в жіночих організаціях і політичних партіях. Переважна участь жінок під час туніської революції 2011 року зробила шлях до трансформаційних змін у туніській політиці щодо статі. Відтоді Туніс став символом просування прав жінок в арабському світі, будучи однією з перших країн, яка запровадила для жінок виборчі права, право на аборт, право на розлучення та заборонила полігамію. На початку революції жінки так само активно, як і чоловіки, вимагали рівного доступу до роботи, освіти та основних прав і свобод. Після революції жінки брали активну участь у розробці нової конституції, яка гарантує рівність за статтю принаймні в одній сфері. Стаття 21 Конституції говорить, що «Громадяни чоловічої і жіночої статі мають однакові права і обов'язки. Вони є рівними перед законом без будь-якої дискримінації». Кандидатські квоти були введені у статті 16, яка гарантувала рівне представництво жінок у політиці. Враховуючи важливість прав жінок, багато хто вважав скасування закону «виходь заміж за ґвалтівника» питанням часу. Коли стаття 277 була скасована, Бохра Белхадж, член парламенту, роздавала святкові квіти жасмину. Новий закон під назвою Закон № 58 від 11 серпня 2017 року набув чинності 1 лютого 2018 року.

### Уругвай
Стаття 116 Кримінального кодексу та статті 22 і 23 виконавчого наказу № 15.032 Уругваю були скасовані в 2005 році. У статтях говорилося, що за злочини сексуального насильства, законодавчо зґвалтування, викрадення та неповагу до скромності покарання скасовується у випадках, коли нападник і жертва уклали шлюбний договір.

### Сполучені Штати Америки
Незважаючи на те, що на федеральному рівні цього закону не існує, певне явище, яке нагадує закони про одруження з ґвалтівником, існувало в деяких штатах США, раніше в Міссурі та Флориді. Це сталося через лазівки в законах, які дозволяють одружуватися особам, які не досягли віку згоди, таким чином обходячи закони про зґвалтування.

#### Міссурі
Вік згоди в Міссурі становить 17 років. За статтею в журналі Journal Star (Пеорія) за березень 2018 року, в штаті Міссурі між 1999 і 2015 роками понад 300 чоловіків віком від 21 року і старше одружилися з 15-річними дівчатами. Для чоловіків, які мали дошлюбні статеві стосунки з дівчатами, з якими вони пізніше одружилися, це буде вважатися зґвалтуванням за законодавством штату Міссурі, яке визначає зґвалтування, коли «будь-яка особа віком від 21 року або старше, яка займається сексом з кимось молодше 17 років поза шлюбом». Однак секс є законним у шлюбі, навіть з неповнолітніми, і Міссурі дозволяв шлюб з 15 років до серпня 2018 року, коли було прийнято закон, що встановлює мінімальний вік 16 і забороняє шлюби між особами молодше 18 і особами старше 21. Це створило лазівку, за допомогою якої можна було приховати розбещення, якщо шлюб було укладено до того, як органи влади виявили факт статевого акту (особливо, якщо він призвів до вагітності). Це дозволяло звільнити підозрюваного від кримінального переслідування (наприклад, позбавлення волі та взяття на облік як сексуального злочинця). На передбачувану жертву може чинитися соціальний тиск, щоб вона погодилася одружитися зі своїм законним ґвалтівником, щоб йому уникнути покарання. Крім того, через вікову лазівку штату Міссурі кілька пар з інших штатів їздили до Міссурі, щоб одружитися.

#### Флорида
Вік згоди у Флориді становить 18 років. Однак до березня 2018 року штат Флорида дозволяв одружуватися без мінімального віку для дівчини, якщо вона була вагітна і суддя схвалив шлюб. Таким чином чоловік, який її завагітнів, міг уникнути кримінального переслідування за розбещення. Чинний закон вимагає, щоб будь-хто, хто бажає вступити в шлюб, мав бути не менше 18 років або 17 років, причому другий партнер не старше двох років і неповнолітній отримав згоду батьків; вагітність більше не є фактором.
 

## Закони за країнами
| Країна                   | Прийнято | Скасовано                                                                                              | Деталі |
| ------------------------ | -------- | --- | --- |
| Алжир                    |          | – | Стаття 326 алжирського кримінального законодавства передбачає, що якщо «викрадена або заманена» неповнолітня особа одружується зі своїм викрадачем, то викрадач може бути притягнутий до кримінальної відповідальності лише тоді, коли шлюб буде анульований особою, яка має право його анулювати. |
| Ангола                   |          | – | |
| Аргентина                | <1997    | 2012                                                                                                   | Стаття 132 Кримінального кодексу Аргентини передбачає, що якщо жертва зґвалтування, яка досягла 16-річного віку, погоджується одружитися зі своїм ґвалтівником, він може бути звільнений з в'язниці. |
| Бахрейн                  | 1976     | Невідомо                                                                                               | Стаття 353 звільняє від відповідальності ґвалтівників (визначених у статті 344) від покарання, якщо вони одружуються зі своєю жертвою. Парламент проголосував за його скасування 31 травня 2016 року, але уряд все ще виступає проти. |
| Болівія                  | <1997    | – | Стаття 317 передбачає, що обвинувачений не буде покараний, якщо він одружиться зі своєю жертвою до винесення вироку. Конвенція про ліквідацію всіх форм дискримінації щодо жінок закликала Болівію скасувати його. |
| Бразилія                 | <1984    | 2005                                                                                                   | Стаття 107 встановлювала, що покарання злочинця анулюється, якщо він одружується з особою, яку він зробив жертвою, відповідно до злочинів, перелічених в інших частинах Кодексу, включаючи зґвалтування. |
| Болгарія                 |          | 2015                                                                                                   | До вересня 2015 року, згідно з кримінальним кодексом Болгарії, ґвалтівник міг уникнути покарання, навіть у випадку зґвалтування за законом, якщо після цього він одружився. |
| Камерун                  |          | – | Стаття 297 Кримінального кодексу Камеруну запобігає переслідуванню за зґвалтування, якщо шлюб був укладений за «вільною згодою» обох сторін, а жінка, на яку було скоєно напад, «досягла статевої зрілості» під час скоєння злочину. |
| Чилі                     | <1997    | 1999                                                                                                   | У липні 1999 року був прийнятий новий Кодекс про статеві злочини, який більше не містив статті про зґвалтування у шлюбі. |
| Колумбія                 | <1997    | 1997                                                                                                   | |
| Коста-Рика               | <1997    | 2007                                                                                                   | Стаття 92 передбачає, що покарання обвинуваченого або засудженого скасовується, якщо він одружився зі своєю неповнолітньою потерпілою особою, якщо це дозволено законом і немає заперечень з боку її законних представників та Національного дитячого фонду. |
| Данія                    |          | 2013                                                                                                   | До 2013, за статтею 227 Кримінального кодексу Данії, покарання за зґвалтування, вчинене відповідно до статті 216, а також за інші сексуальні злочини (статті 217-226) може бути «пом'якшено або скасовано, якщо особи, між якими відбувся статевий акт, після цього одружилися між собою або зареєстрували партнерство». |
| Домініканська Республіка | <1997    | Невідомо                                                                                               | |
| Еквадор                  | <1997    | 2014                                                                                                   | У серпні 2014 року в Еквадорі набув чинності новий кримінальний кодекс, який більше не містить таких положень. |
| Єгипет                   | 1904     | 1999                                                                                                   | Стаття 291 Кримінального кодексу Єгипту дозволяє ґвалтівникам або викрадачам уникнути переслідування, одружившись зі своєю жертвою. |
| Сальвадор                |          | 1996/2017                                                                                              | Стандартний закон «одружуйся з ґвалтівником» було скасовано в 1996 році; а статтю 14, запроваджену в 1994 році, яка передбачала лазівку, за якою ґвалтівник не підлягав переслідуванню, якщо жертва була неповнолітньою, вагітною і погоджувалася одружитися з ґвалтівником, було скасовано в 2017 році. |
| Екваторіальна Гвінея     |          | – | |
| Еритрея                  |          | – | |
| Ефіопія                  |          | 2005                                                                                                   | У Кримінальному кодексі Ефіопії статті 558 і 599 дозволяли злочинцю бути звільненим від покарання у разі одруження з жертвою після інциденту. У липні 2004 року парламент Ефіопії прийняв новий Кримінальний кодекс, який є більш суворим і не містить положення про те, що злочинець уникає покарання, якщо одружується з жертвою. Перш ніж Кримінальний кодекс набув чинності, він мав бути перекладений на англійську мову, підписаний президентом Ефіопії та опублікований в офіційному віснику. |
| Франція                  | 1810     | 1994                                                                                                   | До 1994 року у французькому Кримінальному кодексі зберігалася стаття, яка звільняла ґвалтівника від кримінальної відповідальності у разі укладення шлюбу з жертвою. Шлюб, укладений без будь-якої форми дійсної згоди, є або недійсним, або анульованим на національному рівні. У Кримінальному кодексі Франції зазначено, що злочини, вчинені з наміром примусити особу до шлюбу, або проти особи, яка відмовляється від шлюбу, матимуть більш суворе покарання. |
| Греція                   |          | 2018                                                                                                   | У 2018 році Греція скасувала статтю 339 (3), яка дозволяла шлюб як допустиме врегулювання для «спокушання» дитини. |
| Гватемала                | <1997    | 2006                                                                                                   | Стаття 200 стверджувала, що ґвалтівник може бути виправданий, якщо він пообіцяв одружитися зі своєю жертвою, за умови, що вона досягла 12-річного віку. |
| Гондурас                 | <1997    | Невідомо                                                                                               | |
| Ірак                     | 1969     | – | Стаття 427 Кримінального кодексу Іраку стверджує, що якщо злочинець законно одружується з жертвою, то будь-який судовий позов стає недійсним. |
| Італія                   |          | 1981                                                                                                   | У 1981 році в Італії скасували статтю 544 Кримінального кодексу, яка дозволяла ґвалтівникам одружуватися зі своїми жертвами, щоб уникнути покарання. |
| Йорданія                 | 1960     | 2017                                                                                                   | 1 серпня 2017 року парламент проголосував за скасування статті 308 Кримінального кодексу Йорданії. Сенат і король схвалили поправку. |
| Кувейт                   | 1960     | – | Стаття 182 говорить, що якщо ґвалтівник законно одружується зі своєю жертвою з дозволу її опікуна, і опікун просить, щоб він не був покараний, він не буде покараний, як це було б за статтею 180. |
| Ліван                    | 1948     | 2017                                                                                                   | У 2017 році Ліван скасував статтю 522 і оголосив про перегляд статей 505 і 518. Стаття 522 дозволяла припинити кримінальне переслідування або призупинити винесення вироку особі, яка вчинила зґвалтування, викрадення або зґвалтування за законом, якщо вона одружилася з жертвою. Скасування цієї статті було сприйнято як «часткова перемога», оскільки стаття 505, яка передбачає статеві зносини з неповнолітньою особою, яка досягла 15-річного віку, і стаття 518, яка стосується спокушання неповнолітньої особи обіцянкою одружитися, продовжують передбачати звільнення від відповідальності, якщо шлюб відбувся.. |
| Лівія                    | 1953     | – | Згідно зі статтею 424, виконавець, а також будь-який співучасник може уникнути позбавлення волі за зґвалтування, передбаченого статтею 407, якщо він укладе зі своєю жертвою шлюбний договір. |
| Мексика                  | 1931     | 1991 (національний рівень)                                                                             | Національний закон «одружуйся з ґвалтівником» був скасований у 1991 році. У 2017 році закони трьох штатів (Кампече, Нижньої Каліфорнії та Сонори) передбачають, що шлюб з жертвою звільняє винуватця злочину еступро (спокушання неповнолітніх). |
| Марокко                  |          | 2014                                                                                                   | Стаття 475 Кримінального кодексу Марокко звільняла ґвалтівників від покарання, якщо вони одружувалися зі своїми жертвами. |
| Мозамбік                 | 1886     | 2014                                                                                                   | Стаття 400 португальського кримінального кодексу 1886 року, який продовжував діяти в постколоніальному Мозамбіку до його заміни 11 липня 2014 року, передбачала, що ґвалтівники, які одружилися зі своєю жертвою, не підлягають покаранню. Цей закон не застосовувався після здобуття незалежності у 1974 році. |
| Нікарагуа                | <1997    | 2008                                                                                                   | У статті 196 зазначено, що якщо жертва одружується зі злочинцем або її помилують, то процедура призупиняється, а винесений вирок скасовується. |
| Палестинська держава     | 1959     | 2018 (Західний Берег) – (газа)                                                                         | Стаття 308 Кримінального кодексу Йорданії 1960 року, яка застосовується на Західному березі річки Йордан, була скасована 14 березня 2018 року. Однак статті 290 і 291 старого єгипетського Кримінального кодексу все ще застосовуються в контрольованому ХАМАС секторі Газа. |
| Панама                   | <1997    | 2008                                                                                                   | Стаття 225 передбачала, що ґвалтівник може одружитися зі своєю жертвою (віком від 14 років), щоб уникнути можливих звинувачень. |
| Парагвай                 | <1997    | Невідомо                                                                                               | |
| Перу                     | 1924     | 1999                                                                                                   | Стаття 78 закону 1924 року була змінена в 1991 році, щоб звільнити співвідповідачів у справі про групове зґвалтування, якщо один з них одружився з жертвою. |
| Філіппіни                |          | – | Закон про боротьбу зі зґвалтуваннями 1997 року говорить: «Стаття 266-C. Наслідки помилування. - Подальший дійсний шлюб з потерпілою стороною анулює кримінальну справу або призначене покарання». |
| Румунія                  |          | 2000                                                                                                   | |
| Росія                    |          | – | Стаття 134 Кримінального кодексу РФ передбачає, що якщо винний у віці 18 років і старше вперше вчинив зґвалтування неповнолітньої у віці від 14 до 16 років, то він звільняється від покарання, якщо одружиться з потерпілою особою. |
| Сербія                   |          | – | «Співжиття з неповнолітньою особою» та «надання можливості або схиляння неповнолітньої особи до співжиття з іншою особою» заборонено, але «якщо шлюб буде укладено», то переслідування не буде. |
| Сирія                    | 1949     | – | Стаття 508 Кримінального кодексу Сирії у поєднанні зі статтею 489 є досконалою копією ліванських статей 503 і 522. |
| Таджикистан              |          | – | |
| Таїланд                  |          | – | Правопорушення може бути врегульоване шляхом укладення шлюбу з жертвою, якщо вона досягла 15-річного віку і «дала згоду» під час вчинення правопорушення, а суд надає дозвіл на це правопорушнику, якому має бути щонайменше 18 років. |
| Тонга                    | 1926     | – | Закон про згоду батьків 1926 року дозволяє ґвалтівникам одружуватися зі своїми жертвами (у віці від 14 до 18 років), якщо батьки жертви дають на це згоду. |
| Туніс                    | 1913     | 2017                                                                                                   | Стаття 227 передбачає, що переслідування або покарання злочинця призупиняється, якщо він одружується зі своєю жертвою. Пропозиція про скасування закону була схвалена парламентом 26 липня 2017 року. |
| Туреччина                |          | 2005                                                                                                   | Закон про шлюб зі зґвалтуванням був скасований у 2005 році в рамках зусиль, спрямованих на вступ Туреччини до Європейського Союзу. У листопаді 2016 року через масові протести було скасовано урядовий план відновити дію закону і виправдати близько 3 000 ґвалтівників шляхом укладання ними шлюбу зі своїми жертвами. |
| Уругвай                  | <1997    | 2006                                                                                                   | Стаття 116. |
| Венесуела                | <1997    | частково скасовано судовими рішеннями Верховного трибуналу правосуддя (Венесуела) у 1999 та 2015 роках | Стаття 393 (формально 395), змінена в 1999 році, говорить, що «особи, винні у спокушанні, зґвалтуванні або викраденні, засуджуються до виплати цивільної компенсації потерпілій особі, якщо тільки шлюб не буде укладений». |